# Ovalle (kommun)
Ovalle är en kommun i Chile.   Den ligger i provinsen Provincia de Limarí och regionen Región de Coquimbo, i den centrala delen av landet, 300 km norr om huvudstaden Santiago de Chile.
Omgivningarna runt Ovalle är i huvudsak ett öppet busklandskap. Runt Ovalle är det glesbefolkat, med 20 invånare per kvadratkilometer.